# Sândominic
Sândominic es una comuna ubicada en el distrito de Harghita, Rumania.

## Superficie
Cuenta con una superficie de 151,3 kilómetros cuadrados.

## Demografía
Hasta 2021 la población era de 5667 habitantes, con una densidad de población de 37,46 habitantes por kilómetro cuadrado.